# Энью, Аллан
Аллан Энью (англ. Allan Enyou; род. 24 декабря 2003) — угандийский футболист, защитник клуба «Леганес», выступающий на правах аренды за клуб «Ванкувер».

## Карьера

### Начало карьеры
Футбольную карьеру начинал в угандийском клубе «Марунс», где выступал за юношескую команду. В июле 2022 года футболист перешёл в угандийский клуб «Кампала Сити Коунсил», с которым подписал контракт до 2027 года. В сентябре 2022 года на правах арендного соглашения присоединился к эмиратскому клубу «Элит Фэлконс». В феврале 2023 года футболист был полноценно выкуплен эмиратским клубом.

### «Леганес»
В конце февраля 2023 года футболист перешёл в испанский клуб «Леганес». Футболист сразу же присоединился к юношескому составу клуба. Также в конце сезона 14 мая 2023 года сыграл свой дебютный матч за вторую команду клуба во Втором дивизионе против клуба «Мелилья», выйдя на поле в стартовом составе.

#### Аренда в «Супер Нову»
В июле 2023 года футболист на правах арендного соглашения присоединился к латвийскому клубу «Супер Нова». Дебютировал за клуб 21 июля 2023 года в матче против клуба «Метта», выйдя на замену на 82 минуте. Футболист сразу же стал ключевым игроком основной команды клуба. По итогу сезона вместе с клубом занял последнее место в чемпионате. По окончании срока арендного соглашения в декабре 2023 года футболист покинул латвийский клуб.